# Torre de la Guàrdia d'Urgell
|  | Per a altres significats, vegeu «Torre de la Guàrdia». |

La torre de la Guàrdia d'Urgell (o de la Guàrdia de Déu), està situada sobre una petita elevació al mig de la Guàrdia d'Urgell, una entitat de població del municipi de Tornabous. S'assenta a la zona de la comarca de l'Urgell, al peu de la Serra d'Almenara.

## Història
L'any 1063, els comtes d'Urgell Ermengol III i la seva esposa Llúcia infeudaren el castell d'Almenara a Arnau Dalmau. Entre les afrontacions del terme del castell se l'esmenta com «ipsa Guardia de Deu». L'any 1080, en la descripció dels límits de la quadra de la Fuliola apareix també consignada la Guàrdia de Déu a la banda est. És molt probable que la torre o guàrdia de la Guàrdia d'Urgell fos subsidiària del castell d'Almenara. Al segle xii hi ha documentats diferents cavallers que porten el cognom Guàrdia i que deurien ser senyors o castlans de la fortalesa. En època moderna, imprecisa però clarament post-medieval, l'edifici fou habilitat com a habitatge.

## Arquitectura
És una construcció bastida directament sobre la roca sorrenca, de tres pisos de planta lleugerament rectangular, amb l'eix principal orientat nord-sud. Els costats interiors fan 1,55 m i els llargs 2,15. A l'exterior les mides són de 5 m per 5,60 m. L'aparell constructiu està fet de carreus rectangulars força grossos (30 cm d'alt i 55 cm de llarg), ben escairats. Són visibles les dues filades inferiors més irregulars que originalment devien formar part dels fonaments i no eren visibles.
A sis metres d'alçada del mur de migjorn hi ha la porta d'entrada, formada per un arc de mig punt adovellat. Hi ha uns forats en la part de fora de la porta que devien correspondre a alguna estructura de fusta relacionada amb l'accés i la defensa de la fortalesa. Interiorment es conserven les pollegueres superiors i els forats de la tanca de la porta.
El primer pis és format per una cambra coberta amb volta de canó de mig punt que neix d'una cornisa que recorre com una línia d'impostes les dues parets més llargues. Des d'aquest àmbit es pot accedir a la terrassa superior superior per una obertura rectangular oberta al costat de la volta. Del pis superior no en resta cap element del terra ni de la possible barana.
L'accés al nivell inferior de la torre es feia per una obertura rectangular situada al mig del sòl del primer pis tancada avui amb lloses. Aquest àmbit està cobert per una volta rebaixada feta de pedres allargassades i menys treballades que les dels murs. Hi ha un petit forat de ventilació quadrat al bell mig superior del mur de ponent. Són ben visibles els forats oberts per a recolzar les bigues de construccions més tardades adossades als murs sud i oest de la torre. La porta rectangular del mur oriental, amb muntants i llinda ben treballats, també correspondria a una utilització tardana, clarament posterior a l'aparell original.
La manca de marques de picapedrer permet situar la construcció de la torre al segle xii.